# Конзервативна партија Канаде
Конзервативна партија Канаде (енгл. Conservative Party of Canada; фр. Parti conservateur du Canada) је канадска политичка партија. Њен оснивач и бивши вођа је Стивен Харпер, некадашњи канадски премијер, заједно са бившим вишеструким министром Питером Мекејем. Називају се и торијевцима (енгл. Tories) по угледу на британску Конзервативну партију. Тренутни вођа странке је Пјер Полијев.
По свом усмерењу припада десном центру. Настала је у децембру 2003. спајањем десничарске Канадске алијансе и Прогресивне конзервативне партије. Тиме је добила статус службене опозиције у Дому комуна, доњем дому Парламента Канаде, који је држала до његовог распуштања 29. новембра 2005. године. На изборима 23. јануара 2006. Конзервативна партија је добила релативну већину места у новом сазиву парламента и саставила је нови Кабинет.
Конзервативна партија је по својој идеологији и платформи доста слична америчкој Републиканској партији. Обе странке су чланице Међународне демократске уније која окупља конзервативне политичке странке у свету.
Конзервативна партија постоји на федералном ниову, али у различитим провинцијама су очуване организације традиционалне Прогресивне конзервативне партије, односно разних десних странака које су јој на изборима 2006. године пружиле подршку.